# 平岩正広
平岩 正広（ひらいわ まさひろ）は、戦国時代から江戸時代初期にかけての武将。
徳川家康の家臣。通称は五左衛門または金左衛門。

## 生涯
家康の重臣平岩親吉の同母兄弟とされる。
永禄3年（1560年）、桶狭間の戦いの前哨戦となる丸根砦攻めにおいて、正面から攻撃する隊に属して戦功を挙げた。
永禄6年（1563年）、三河一向一揆の蜂起に際して、浄土真宗の門徒であったが家康に味方した。
その後、三方ヶ原の戦い、長篠の戦い、高天神城攻め、甲州発向に従軍し、家康の命により所領を嫡男正当に譲った上で親吉に附属された。
徳川義直の傅役となった親吉が尾張藩の執政となると尾張に移り、慶長17年（1612年）に同地で没した。
正当の子孫は旗本となり、多くが親吉に従って尾張藩士となった平岩一族の中で唯一の江戸幕府直臣の家系となっている。

## 系譜
- 父：平岩親重
- 母：天野貞親の娘
  - 兄：平岩親吉 - 尾張藩御附家老（犬山城9万3000石）、無嗣断絶[3][4]
  - 弟：平岩康重 - 子孫は尾張藩士、成瀬隼人正組同心[4]
  - 弟：平岩康長 - 子孫は尾張藩士、成瀬隼人正組同心組頭[4]
- 妻：不明
  - 長男：平岩正当 - 江戸幕府旗本（800石）[1]

上記の系譜は18世紀末の寛政年間に幕府で編纂された『寛政重修諸家譜』（『寛政譜』）による。
ただし、『寛政譜』は平岩五左衛門正広を平岩親重の次男で、家康の重臣平岩親吉の同母弟とするが、17世紀前半の寛永年間に編纂された『寛永諸家系図伝』（『寛永系図』）では親吉との血縁関係は記されておらず、さらに18世紀中頃に尾張藩で編纂された『士林泝洄』では平岩五左衛門（実名は吉勝）は親吉の甥（弟康重の子）になっていて、系譜関係には混乱が見られる。
また、『寛永系図』では正広は慶長17年（1612年）に73歳で病死したとしており、逆算すると生年が天文9年（1540年）生まれとなって、天文11年（1542年）生まれの親吉より年長となる矛盾がある。
この点について、『寛政譜』の編纂時に平岩家から提出された家譜では、享年を70歳に訂正して親吉の同母弟として矛盾のない天文12年（1543年）生まれとし、また名を平岩金左衛門親正とした上で、尾張藩に仕えた平岩五左衛門正広を旗本平岩金左衛門正当の父である親正とは別人（親吉兄弟の末弟）とすることで整合を取っている。これに対して『寛政譜』の編者は家譜と『寛永系図』の食い違いについて後者の説を採用したため、上記の矛盾がそのまま書き込まれている。